# Torymus cultratus
Torymus cultratus är en stekelart som beskrevs av Graham och Gijswijt 1998. Torymus cultratus ingår i släktet Torymus och familjen gallglanssteklar. Inga underarter finns listade i Catalogue of Life.